# Сермон, Эрик
Эрик Сёрмон (англ. Erick Sermon; род. 25 ноября 1968 года, Бэй-Шор, Лонг-Айленд, Нью-Йорк, США), более известный под сценическим псевдонимом Erick Sermon — американский рэпер, музыкант, музыкальный продюсер и участник золотой хардкор-рэп-группы EPMD, а также участник хип-хоп-супергруппы Def Squad.
Эрик выпустил семь альбомов в составе группы EPMD с 1988 года и восемь сольных альбомов с 1993 года, включая его альбом Music 2001 года, содержащий одноимённый хит-трек с участием Марвина Гэя. Все альбомы, а также десять синглов Сёрмона занимали определённые места в чартах американского журнала Billboard. Четыре сингла артиста также стали успешными в чарте UK Singles Chart в Великобритании.
Эрик также сформировал супергруппу Def Squad с рэперами Redman и Keith Murray. После появления в сольных альбомах друг друга, они выпустили единственный альбом группы Def Squad, El Niño, в 1998 году. Сёрмон также продюсировал песни таких исполнителей, как Jay-Z, Method Man, LL Cool J, Too $hort, Ludacris, SWV, Dave Hollister и многих других.

## Карьера
Эрик Сёрмон начал свою профессиональную деятельность в 1987 году в качестве продюсера и артиста легендарной хип-хоп-группы EPMD. Он начал записывать сольные альбомы для Def Jam в 1993 году; в 1997 году он вернулся в EPMD. В следующем году Сёрмон, Keith Murray и Redman записали кавер-версию песни «Rapper’s Delight» группы Sugarhill Gang, которая считается первой хип-хоп-записью. EPMD распался во второй раз в 1999 году.
В 2000 году Сёрмон перешел на лейбл J Records и выпустил альбом Music в следующем году. Первый сингл альбома, «Music», включал в себя гостевой вокал Марвина Гэя, который Сёрмон по сообщениям взял из неизданных записей, найденных в небольшом музыкальном магазине в Лондоне. «Music» стала самой популярной песней Сёрмона, достигнув 22 места в чарте Billboard Hot 100 и 2 места в чарте R&B. Второй альбом Сёрмона на J Records, React, был выпущен в 2002 году. Заглавный трек альбома достиг 36 места в чарте Billboard Hot 100, но альбом был продан плохо и Сёрмон был исключен из лейбла в 2003 году. В интервью для HipHopDX.com 30 июня 2004 года, Сёрмон сказал музыкальному журналисту Байер Мак: «Не всё в порядке на лейбле J Records. Клайв Дэвис и они не верят в продвижение. Когда у Паффи был Bad Boy в Arista, именно он делал всю рекламную работу». Он также заявил, что Busta Rhymes и Wyclef Jean имели схожие проблемы с J Records.
Затем Сёрмон создал свой лейбл Def Squad с Universal Records и выпустил свой шестой сольный альбом Chilltown, New York в 2004 году. Альбом был усилен синглом «Feel It» (который содержал семпл регги/R&B певца Шона Пола), песня стала успешной в Соединённых Штатах.
В одном из интервью он заявил, что собирается отойти в сторону и попытаться привлечь внимание новых артистов. Тем не менее, Сёрмон не остановился в музыкальной индустрии и спродюсировал песню «Goldmine» в альбоме Busta Rhymes The Big Bang в 2006 году. Вскоре после этого, Сёрмон записал «Don’t Make No Sense» с Def Squad. Он также сотрудничал с Redman и продюсировал несколько песен для его альбома Red Gone Wild, одновременно выступая с участником Def Squad, Кифом Мюрреем.
В начале 2008 года Сёрмон и Смит создали собственный лейбл EP Records, распространяемый RBS/Universal Music Group. Седьмой альбом EPMD, We Mean Business, вышел в декабре 2008 года.
Сёрмон был показан в последнем эпизоде Yo! MTV Raps на фристайл сессии с участием таких артистов, как Rakim, KRS-One, Chubb Rock, MC Serch и Craig Mack.
19 апреля 2019 года Сёрмон выпустил восьмой студийный альбом Vernia. В записи альбома приняли участие Xzibit, AZ, Big K.R.I.T., Devin the Dude, Raekwon и Shaquille O'Neal. Над музыкой, помимо самого Эрика, потрудились Rockwilder, Apathy, DJ Battlecat и другие.

## Личная жизнь
25 сентября 2001 года Сёрмон был ранен, когда упал с третьего этажа жилого дома. Полиция утверждала, что Сёрмон пытался покончить жизнь самоубийством, однако позже он отрицал и утверждал, что это было случайно.
12 ноября 2011 года у Сёрмона случился сердечный приступ, после которого он восстанавливался.

## Дискография
Студийные альбомы
- No Pressure (1993)
- Double or Nothing (1995)
- Erick Onasis (2000)
- Music (2001)
- React (2002)
- Chilltown, New York (2004)
- E.S.P. (Erick Sermon's Perception) (2015)
- Vernia (2019)

Совместные альбомы
- El Niño with Def Squad (1998)

## Видеоигры
- Def Jam Fight For NY (2004) в роли самого себя[9]
- Def Jam Fight for NY: The Takeover (2006) в роли самого себя[10]